# Virtus Pallacanestro Bologna 2021-2022 (femminile)
Questa voce raccoglie le informazioni riguardanti la Virtus Pallacanestro Bologna femminile nelle competizioni ufficiali della stagione 2021-2022.

## Stagione
La stagione 2021-2022 della Virtus Bologna femminile, sponsorizzata Segafredo, è stata la terza che ha disputato in Serie A1 femminile.

## Verdetti stagionali
Competizioni nazionali
- Serie A1: (34 partite)

stagione regolare: 3º posto su 14 squadre (18-7);
play-off: sconfitta in finale da Schio (1-3).
- Coppa Italia: (3 partite)

sconfitta in finale da Schio (81-88).
- Supercoppa italiana: (1 partita)

sconfitta alle semifinali da Venezia (61-69).
Competizioni europee
- EuroCoppa: (6 partite)

stagione regolare: 4º posto su 4 squadre nel girone H (2-4).

## Roster
| Virtus Pallacanestro Bologna | Virtus Pallacanestro Bologna |
| Giocatrici                   | Staff tecnico                |
| ---------------------------- | ---------------------------- |

| 1  | Austria (bandiera)     | A  | Sarah Sagerer            | 1996 | 189 cm |  |  |
| 2  | Stati Uniti (bandiera) | A  | Myisha Hines-Allen       | 1996 | 188 cm |  |  |
| 6  | Italia (bandiera)      | PG | Francesca Pasa           | 2000 | 173 cm |  |  |
| 7  | Italia (bandiera)      | G  | Elisabetta Tassinari (C) | 1994 | 174 cm |  |  |
| 9  | Italia (bandiera)      | A  | Giulia Ciavarella        | 1997 | 183 cm |  |  |
| 11 | Italia (bandiera)      | A  | Alessandra Tava          | 1991 | 183 cm |  |  |
| 12 | Italia (bandiera)      | C  | Margherita Migani        | 2004 | 190 cm |  |  |
| 15 | Italia (bandiera)      | A  | Beatrice Barberis        | 1995 | 176 cm |  |  |
| 17 | Italia (bandiera)      | C  | Maria Laterza            | 1989 | 191 cm |  |  |
| 18 | Croazia (bandiera)     | PG | Ivana Dojkić             | 1997 | 180 cm |  |  |
| 20 | Italia (bandiera)      | P  | Valeria Battisodo        | 1988 | 174 cm |  |  |
| 21 | Stati Uniti (bandiera) | C  | Brianna Turner           | 1996 | 191 cm |  |  |
| 24 | Italia (bandiera)      | A  | Cecilia Zandalasini      | 1996 | 186 cm |  |  |
| 46 | Italia (bandiera)      | A  | Sabrina Cinili           | 1989 | 191 cm |  |  |

| Allenatore |
| - Lino Lardo (fino alle s.f. play off), poi Angela Gianolla                                                                                |
| Assistente/i |
| - Jordan Losi - Angela Gianolla (fino alle s.f. play off) - Giacomo Campanella Legenda - (C) Capitano Roster Aggiornato al: 21 aprile 2022 |

## Statistiche

### Statistiche di squadra
| Competizione        | Punti | In casa | In casa | In casa | In casa | In casa | In trasferta | In trasferta | In trasferta | In trasferta | In trasferta | Totale | Totale | Totale | Totale | Totale | Totale |
| Competizione        | Punti | G       | V       | P       | Ptf     | Pts     | G            | V            | P            | Ptf          | Pts          | G      | V      | P      | Ptf    | Pts    | Diff.  |
| ------------------- | ----- | ------- | ------- | ------- | ------- | ------- | ------------ | ------------ | ------------ | ------------ | ------------ | ------ | ------ | ------ | ------ | ------ | ------ |
| Serie A1            | 36    | 12      | 7       | 5       | 877     | 806     | 13           | 11           | 2            | 964          | 776          | 25     | 18     | 7      | 1841   | 1582   | +259   |
| Play-off            |       | 4       | 3       | 1       | 267     | 243     | 5            | 2            | 3            | 348          | 338          | 9      | 5      | 4      | 615    | 581    | +34    |
| Coppa Italia        |       | -       | -       | -       | -       | -       | 3            | 2            | 1            | 230          | 219          | 3      | 2      | 1      | 230    | 219    | +11    |
| Supercoppa italiana |       | -       | -       | -       | -       | -       | 1            | 0            | 1            | 61           | 69           | 1      | 0      | 1      | 61     | 69     | -8     |
| EuroCoppa           | 8     | 3       | 0       | 3       | 186     | 223     | 3            | 2            | 1            | 180          | 209          | 6      | 2      | 4      | 366    | 432    | -66    |
| Totale              |       | 19      | 10      | 9       | 1330    | 1272    | 25           | 17           | 8            | 1783         | 1611         | 44     | 27     | 17     | 3113   | 2883   | +230   |

### Statistiche delle giocatrici
Campionato (stagione regolare e play-off)
| Giocatrice           | Partite | Partite | Min. | Pun | Tiri da 2 | Tiri da 2 | Tiri da 2 | Tiri da 3 | Tiri da 3 | Tiri da 3 | Tiri Liberi | Tiri Liberi | Tiri Liberi | Rimbalzi | Rimbalzi | Rimbalzi | Palle | Palle | Stopp. | Stopp. | Ass | Falli | Falli | Val. |
| Giocatrice           | Pr      | PG      | Min. | Pun | R         | T         | %         | R         | T         | %         | R           | T           | %           | D        | O        | T        | P     | R     | S      | D      | Ass | F     | S     | Val. |
| -------------------- | ------- | ------- | ---- | --- | --------- | --------- | --------- | --------- | --------- | --------- | ----------- | ----------- | ----------- | -------- | -------- | -------- | ----- | ----- | ------ | ------ | --- | ----- | ----- | ---- |
| Beatrice Barberis    | 32      | 32      | 659  | 203 | 53        | 94        | 56        | 18        | 63        | 29        | 43          | 63          | 68          | 59       | 57       | 116      | 45    | 20    | 5      | 3      | 30  | 57    | 55    | 214  |
| Giulia Bassi         | 2       | 0       |      | 0   |           |           |           |           |           |           |             |             |             |          |          |          |       |       |        |        |     |       |       |      |
| Valeria Battisodo    | 34      | 34      | 632  | 161 | 33        | 89        | 37        | 22        | 74        | 30        | 29          | 38          | 76          | 44       | 23       | 67       | 61    | 32    | 7      | 2      | 83  | 83    | 57    | 134  |
| Giulia Ciavarella    | 28      | 22      | 264  | 76  | 16        | 49        | 33        | 11        | 36        | 31        | 11          | 13          | 85          | 17       | 8        | 25       | 13    | 13    | 1      |        | 11  | 19    | 15    | 47   |
| Sabrina Cinili       | 27      | 26      | 665  | 175 | 26        | 75        | 35        | 34        | 92        | 37        | 21          | 23          | 91          | 78       | 20       | 98       | 32    | 34    |        | 10     | 56  | 46    | 25    | 211  |
| Margherita Curti     | 1       | 0       |      | 0   |           |           |           |           |           |           |             |             |             |          |          |          |       |       |        |        |     |       |       |      |
| Ivana Dojkić         | 33      | 32      | 920  | 514 | 120       | 249       | 48        | 53        | 158       | 34        | 115         | 136         | 85          | 79       | 24       | 103      | 89    | 69    | 10     | 4      | 81  | 80    | 123   | 460  |
| Myisha Hines-Allen   | 10      | 10      | 253  | 158 | 49        | 101       | 49        | 10        | 23        | 43        | 30          | 37          | 81          | 52       | 21       | 73       | 24    | 16    | 4      | 1      | 33  | 11    | 26    | 196  |
| Maria Laterza        | 16      | 11      | 95   | 25  | 11        | 29        | 38        |           |           |           | 3           | 4           | 75          | 18       | 16       | 34       | 13    | 1     |        |        | 5   | 22    | 3     | 14   |
| Margherita Migani    | 13      | 6       | 13   | 2   | 1         | 5         | 20        |           |           |           |             |             |             | 2        |          | 2        | 3     |       |        |        | 1   | 3     |       | -5   |
| Francesca Pasa       | 33      | 33      | 561  | 130 | 39        | 84        | 46        | 12        | 44        | 27        | 16          | 26          | 62          | 39       | 16       | 55       | 34    | 24    | 6      | 1      | 51  | 74    | 28    | 88   |
| Sarah Sagerer        | 11      | 11      | 195  | 60  | 15        | 45        | 33        | 8         | 30        | 27        | 6           | 10          | 60          | 22       | 19       | 41       | 14    | 6     | 1      | 7      | 9   | 16    | 11    | 47   |
| Elisabetta Tassinari | 32      | 30      | 460  | 119 | 13        | 35        | 37        | 24        | 69        | 35        | 21          | 23          | 91          | 33       | 12       | 45       | 19    | 22    | 2      | 2      | 30  | 39    | 25    | 114  |
| Alessandra Tava      | 23      | 18      | 217  | 27  | 7         | 19        | 37        | 3         | 10        | 30        | 4           | 6           | 67          | 26       | 7        | 33       | 16    | 10    | 1      | 1      | 6   | 33    | 9     | 15   |
| Brianna Turner       | 29      | 29      | 908  | 364 | 159       | 265       | 60        | 0         | 1         | 0         | 46          | 86          | 53          | 241      | 73       | 314      | 63    | 48    | 5      | 47     | 52  | 62    | 76    | 624  |
| Cecilia Zandalasini  | 33      | 32      | 981  | 432 | 103       | 207       | 50        | 62        | 200       | 31        | 40          | 62          | 65          | 179      | 25       | 204      | 74    | 56    | 3      | 15     | 114 | 63    | 90    | 507  |